# 天桥市民文化广场
39°52′59″N 116°23′53″E / 39.882988°N 116.397988°E
天桥市民文化广场，位于北京市西城区东南部，是反映老北京天桥民俗文化的城市广场。

## 简介
2002年12月16日，天桥市民文化广场开工建设。2005年6月24日落成并对市民开放。
天桥市民文化广场位于天桥危改区的中段，北到北纬路，南与规划中的先农坛医学科学城相邻，西至新农街与天桥剧场隔街相望，东至天桥南大街与北京自然博物馆隔街相望。该广场占地面积5000平方米，呈矩形，轴线是东西方向。广场东端复建了老天桥的标志性建筑——四面钟，广场上有由音乐控制水泉、旱泉共8处，广场西侧有一座100余平方米的演出舞台。“天桥八大怪”雕塑位于广场西侧。该广场设有三层地下建筑，除停车设施及民俗特色商业设施外，还将建设天桥民俗文化文物博物馆。
天桥市民文化广场以北的天桥危改区回迁楼（天桥北里小区），在外形和颜色上试图贴近老天桥的建筑风貌，并且建有天桥斜街，规划中这是一条天桥民俗商业街。该斜街即过去的天桥市场斜街，是沿过去先农坛东北外坛墙而形成。2006年，宣武区的7个宣南文化景观标识项目开工建设，计划在2006年底前全部竣工，其中便包括位于该斜街的“明山川坛坛墙故址”标识。